# Sers (Vayots Dzor)
Pour les articles homonymes, voir Sers.
Sers (en arménien Սերս) est une communauté rurale du marz de Vayots Dzor, en Arménie. Elle compte 230 habitants en 2008.